# Philipp Köster
Philipp Köster (* 4. April 1972 in Bobingen) ist ein deutscher Journalist und Autor. Er ist Gründer, Geschäftsführer und Chefredakteur des Fußballmagazins 11 Freunde.

## Leben
Philipp Köster wuchs in Bielefeld als Sohn eines Professors für katholische Theologie auf und betätigte sich schon früh im journalistischen Bereich. So gab er zusammen mit Reinaldo Coddou H. das Arminia-Bielefeld-Fanzine Um halb vier war die Welt noch in Ordnung heraus. Gemeinsam mit Coddou gründete er im April 2000 das Magazin für Fußball-Kultur 11 Freunde. Zudem ist er Autor mehrerer Fußball- und Sportbücher und moderierte zusammen mit Jessy Wellmer die Sendung 11 Freunde TV, die zwischen August 2014 und August 2015 in unregelmäßigen Abständen fünfmal im rbb ausgestrahlt wurde. Als bekennender Arminia-Bielefeld-Fan schrieb Köster bis Mai 2010 eine Kolumne in der Tageszeitung Neue Westfälische, die an jedem Spieltag von Arminia erschien. Gemeinsam mit Jens Kirschneck sprach er 2015 im Kulturzelt Braunschweig das Hörbuch 90 Minuten Hardcore – 11 Freunde Lesereise live ein, das auch als Doppel-LP erschien. Seit Oktober 2022 bespricht Köster gemeinsam mit Arnd Zeigler im wöchentlichen Podcast Zeigler & Köster – Der Fußball-Podcast von 11FREUNDE aktuelle, kuriose und nostalgische Themen rund um den Fußball.
Köster war seit seiner Jugend bis 2002 Mitglied der SPD und trat 2019 wieder in die Partei ein. Er ist Mitglied der Deutschen Akademie für Fußball-Kultur. Seit 2006 zählt er durchgehend zur Jury der Auszeichnung Fußballbuch des Jahres des Deutschen Fußball-Kulturpreises.

## Veröffentlichungen (Auswahl)
- Lötzsch. Der lange Weg eines Jahrhunderttalents. Covadonga, Bielefeld 2004, ISBN 3-936973-12-1.
- Ballgefühl und Rassehasen: Die Günter-Hetzer-Kolumnen. Tropen, Berlin 2005, ISBN 3-608-50073-1.
- Fast jedes Tor ein Treffer: Wahrheiten aus der Welt des Fußballs. Rowohlt, Reinbek 2006, ISBN 978-3-499-62146-8.
- Viererkette auf der Doppelnull: Die Günter-Hetzer-Kolumnen. Tropen, Berlin 2010, ISBN 978-3-608-50301-2.
- mit Tim Jürgens Die 100 besten Spiele aller Zeiten. Heyne, München 2014, ISBN 978-3-453-67685-5.
- mit Christoph Biermann: Fast alles über 50 Jahre Bundesliga. Kiepenheuer & Witsch, Köln 2015, ISBN 978-3-462-04500-0.
- Tor für Bielefeld – Die besten Arminia-Spiele aller Zeiten. Delius Klasing Verlag, Bielefeld 2020, ISBN 978-3-667-12068-7.

## Auszeichnungen
Am 21. Dezember 2010 wurde Philipp Köster vom Medium Magazin zum Sportjournalisten des Jahres 2010 gewählt.